# 突撃

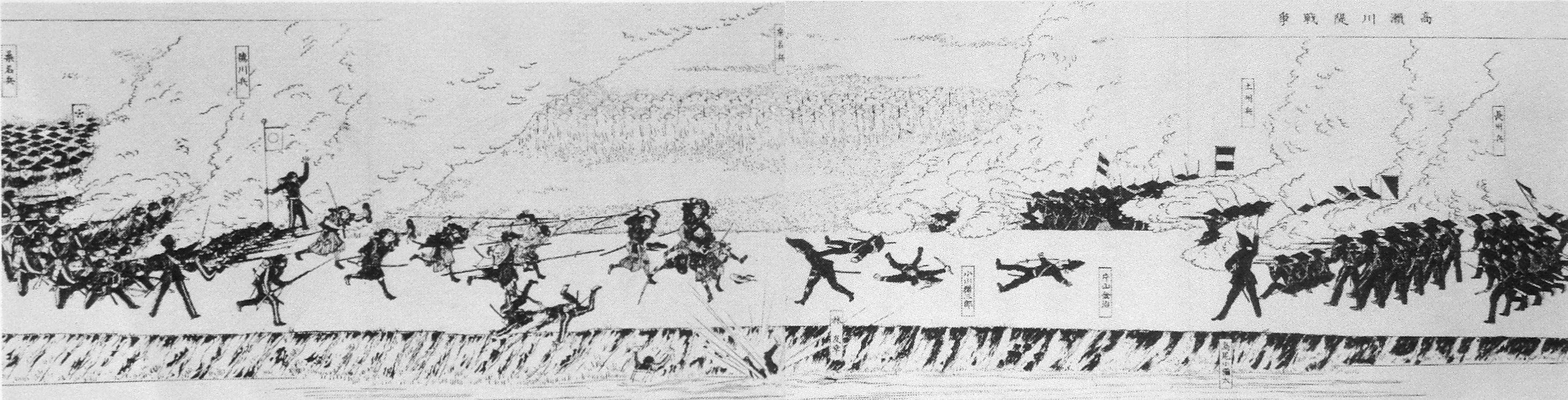
鳥羽・伏見の戦いで、援護射撃のもと、槍や刀・剣付き小銃を振るって敵陣（向かって右）に突撃する桑名藩の歩兵（同左から中）

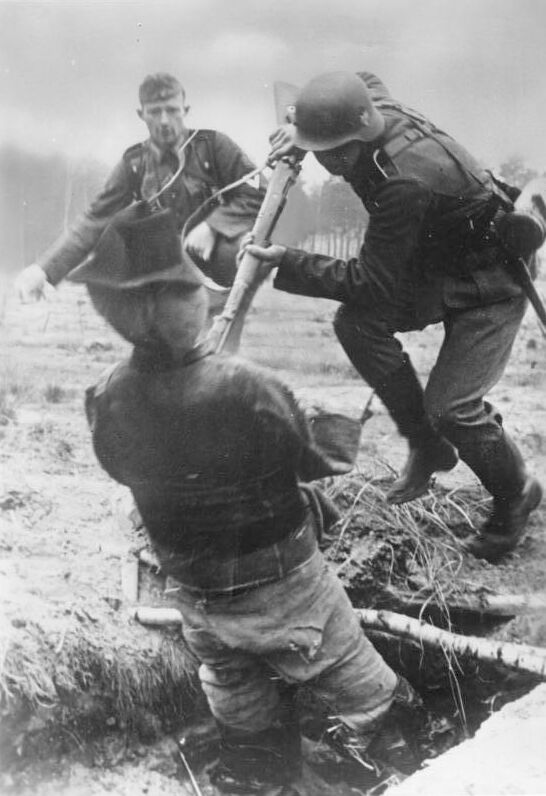
1942年に撮影された、ドイツ陸軍・グロースドイッチュラント師団の歩兵。突撃動作の訓練において、人間を模した標的を銃剣付き小銃で刺突する場面。

突撃（とつげき、英: charge）は、主に歩兵が行う戦術で、敵の陣地などに突入し、敵を撃破しつつ占領する戦術をいう。騎兵が行う場合も多く、馬の巨大な馬体を生かして敵を蹴散らす。

## 概要
突撃は、戦争という大人数どうしで争う形態が発生して以降、歩兵によって担われてきた基本的な戦術行動の一つで、拠点の最終的な制圧を決定付けるものである。これは兵器の発達と共にその形態も変化していったが、最終的に敵陣営を制圧するために、素早く移動するという趣旨においては大きな変化は無い。その意味において、戦闘における攻撃の場合は散発的な斥候同士の接触に伴うものも含まれるが、戦術的な意味合いに於いては（戦術論における）攻撃の最終段階である。
ただ、突撃は防衛側からの激しい攻撃に自陣営が晒されることを意味し、その損耗（負傷や戦死など）は防衛側の2倍に及ぶ。この被害の非対称性をカバーする上で突撃前に相手陣営の戦力を削ぐことは当然の戦略である。
再装填に時間のかかる前装式の単発銃が主流であった第一次世界大戦よりも前の時代には、突撃といえば小銃による一斉射撃を行った後に再装填しないまま前進し、銃剣を取り付けた小銃を槍として用いて敵陣営に吶喊して切り込んでいたが、ボルトアクションの登場により再装填がすばやく行われるようになると、この戦法はより多くの犠牲を攻撃側に生むようになった。機関銃など自動火器が発達して以降は、少数の防御側陣地に据え付けられた火器によって攻撃側の大部隊が足止めされるまでになっていったため、後方からの砲撃や航空機爆撃などの支援攻撃を受けて突撃する形に変化している。また初期の戦車は塹壕陣地が設けられた不整地を踏破して、歩兵突撃を支援することを主眼としていた。現代戦術論においては、攻撃の最終段階において近接戦闘部隊によって行われ、地形により強襲上陸・空挺強襲・突撃渡河に分類される。

## 現代戦闘における突撃
突撃に先立って装備や突撃に必要な交通路の整備と確認などの「突撃作業」が行われる。ここで障害物の破壊・制圧、地雷の確認･撤去さらに突撃部隊の突撃発起の合図と突入前後の行動を支援するために行われる計画的な射撃「突撃支援射撃（assault support fire）」が準備される。そして部隊を突撃発起位置（AP, Assault Position）に配備し、突撃支援射撃の合図等によって一斉に突入を図る。
突撃にあたっては支援射撃を受けながら迅速に障害物・障害となるものをできる限り工兵の支援なしで独力で処理し、さらに敵の防御火力を制圧、当初の突撃目標を制圧する。

## 突撃と火器
現代戦闘に於いては、これに使われる兵器もその必要に応じて変化している。アサルトライフルは軽量で携帯性がよく、速射性があり、また部品点数が少なく整備性に優れることから信頼性も高い。
ただし、突撃の際に突入先に目掛け無作為に連射する行為は弾薬の多大な浪費を招き、また携行火器のフルオート射撃時における命中精度の著しい低下は、近代戦闘で想定される様々な局面を悪化させる要因となり得る。これはアサルトライフルが人間が扱う兵装である以上免れない問題であり、現代で主流を占める戦闘のレベルで考えれば携行火器のフルオート射撃機能は、精々歩兵の戦意を高揚させる程度の意味しか無いとする評価も少なからず存在する。このため近代化が進められた比較的設計が新しいアサルトライフルは、無駄な乱射による弾薬消費を抑えるためバースト射撃など速射機能に制限が加えられているものも多い。
分隊支援火器は移動する歩兵を援護するために速射機能の強化が図られているが、こちらは半固定状態で制圧射撃を行うことを前提としており、アサルトライフルとは兵装としての運用目的が異なる。機関銃に属する火器は移動しながらの遊撃射撃は行わず、戦車やヘリコプターなどに固定された状態で突撃してくる敵兵を迎撃する任務に利用される。また銃本体もより大型になるため、通常の場合兵士が武装として携行することはほとんど無い。

## 参考書籍
- 『新・戦争のテクノロジー』（ジェイムズ・F・ダニガン / 訳：岡芳輝 ISBN 4-309-24135-2）